# Закупець Анатолій Сергійович
Анатолій Сергійович Закупець — молодший сержант Збройних Сил України, учасник російсько-української війни, що загинув у ході російського вторгнення в Україну в 2022 році.

## Життєпис
Анатолій Закупець народився 24 квітня 1985 року в селі Максимівка Кременчуцького району Полтавської області. Після закінчення загальноосвітньої школи в рідному селі працював водієм на ПрАТ «Полтавський ГЗК». З 2014 року ніс військову службу у лавах ЗСУ, був учасником війни на сході України в ході АТО у складі 79-ї окремої десантно-штурмової бригади. У 2021-2022 роках працював водієм автотранспортних засобів з вивозу гірничої маси у кар'єр ТОВ «Єристівський ГЗК». З початком повномасштабного російського вторгнення в Україну вже 25 лютого 2022 року добровільно звернувся до військкомату та пішов захищати Україну. Воював у складі 95-ї окремої десантно-штурмової бригади. Молодший сержант Анатолій Закупець загинув 22 березня 2022 року внаслідок влучання ворожої ракети у будівлю, де він знаходився, поблизу міста Костянтинівка Донецької області. Прощання із загиблим відбулося 29 березня у Кременчуцькому Міському палаці культури, а також у Свято-Миколаївському соборі. Поховали Анатолія Закупця того ж дня на Алеї Пам'яті Свіштовського кладовища у місті Кременчук. Згідно з Указом Президента України Володимира Зеленського № 320 від 7 травня 2022 року за особисту мужність, самовіддані дії та героїзм, виявлені під час захисту державного суверенітету та територіальної цілісності України, вірність військові присязі Анатолій Сергійович Закупець був нагороджений орденом «За мужність» 3-го ступеня (посмертно). 9 вересня 2022 року начальник Кременчуцької районної військової адміністрації Олег Лєднік, голова районної ради Дмитро Колотієвський та представник Кременчуцького районного територіального центру комплектування та соціальної підтримки вручили орден дружині загиблого Ірині Закупець.

## Родина
У загиблого залишилося дружина Ірина та двоє дітей – син (нар 2013) та донька (нар 2011).

## Нагороди
- Орден «За мужність» III ступеня (2022, посмертно) — за особисту мужність і самовіддані дії, виявлені у захисті державного суверенітету та територіальної цілісності України, вірність військовій присязі[3].